# Паул Шилдер
Паул Фердинанд Шилдер (на немски: Paul Ferdinand Schilder) е австрийски психиатър, психоаналитик, изследовател и автор на редица научни публикации. Шилдер прави значителни приноси за включването на психоанализата в психиатричната професия и е смятан за предшественик на Аз психологията и заедно с Джоузеф Прат и Тригант Бъроу за един от основателите на груповата терапия.

## Биография
Роден е на 15 февруари 1886 година във Виена, Австро-Унгария, син на еврейски търговец на коприна. Получава доктората си по медицина през 1909 г. от Виенския университет. Получава и докторска степен по философия през 1917 г. с разработка по темата „Самоуважение и личност“. Между 1912 и 1917 г. е асистент в психиатрична клиника в Лайпциг. През 1918 г. се премества в психиатрична клиника във Виена и започва работа над професура по неврология и психиатрия през 1920 г.
През 1919 г. става член на Виенското психоаналитично общество (ВПА). Шилдер става професор през 1925.
През 1929 г. се заема с водеща роля за лечение на амбулаторно болни с психоза за ВПА. Същата година той се премества в Ню Йорк. Преподава в Нюйоркския университет и е директор на клиниката Белвю. С втората си съпруга Лаурета Бендер работи с психотични деца, с които извършва групова терапия. През декември 1940 г., след като посещава жена си и новородената си дъщеря в клиниката, загива след като е блъснат от кола.

## Научна дейност
Работи над няколко болести, които сега носят неговото име:
- Синдром на Адисън-Шилдер
- Болест на Шилдер или дифузна миелинокластна склероза, вариант на множествената склероза.
- Болест на Шилдер-Фоикс
- Синдром на Шилдер-Щенгел